# Areso
Areso là một đô thị trong tỉnh và cộng đồng tự trị Navarre, Tây Ban Nha. Đô thị này có diện tích là 12,02 ki-lô-mét vuông, dân số năm 2007 là 288 người.
Đô thị nằm ở độ cao m trên 466 mực nước biển.

## Biến động dân số
| Biến động dân số                                    | Biến động dân số | Biến động dân số | Biến động dân số | Biến động dân số | Biến động dân số | Biến động dân số | Biến động dân số | Biến động dân số | Biến động dân số | Biến động dân số |
| 1996                                                | 1998             | 1999             | 2000             | 2001             | 2002             | 2003             | 2004             | 2005             | 2006             | 2007             |
| --------------------------------------------------- | ---------------- | ---------------- | ---------------- | ---------------- | ---------------- | ---------------- | ---------------- | ---------------- | ---------------- | ---------------- |
| 310                                                 | 307              | 307              | 293              | 286              | 282              | 295              | 296              | 291              | 293              | 288              |
| Nguồn: Areso et instituto de estadística de navarra |                  |                  |                  |                  |                  |                  |                  |                  |                  |                  |